# Супир
Супи́р (фр. Soupir) — коммуна во Франции, находится в регионе Пикардия. Департамент коммуны — Эна. Входит в состав кантона Фер-ан-Тарденуа. Округ коммуны — Суасон.
Код INSEE коммуны — 02730.

## Население
Население коммуны на 2010 год составляло 305 человек.
| 1962 | 1968 | 1975 | 1982 | 1990 | 1999 | 2010 |
| ---- | ---- | ---- | ---- | ---- | ---- | ---- |
| 348  | 307  | 283  | 289  | 287  | 282  | 305  |

## Экономика
В 2010 году среди 190 человек трудоспособного возраста (15—64 лет) 145 были экономически активными, 45 — неактивными (показатель активности — 76,3 %, в 1999 году было 65,9 %). Из 145 активных жителей работали 112 человек (61 мужчина и 51 женщина), безработных было 33 (16 мужчин и 17 женщин). Среди 45 неактивных 11 человек были учениками или студентами, 16 — пенсионерами, 18 были неактивными по другим причинам.